# Поминик
Поминик (укр. Поминик), до 1941 года — Помойник (укр. Помийник), до 2016 годах — Ви́кторовка (укр. Вікторівка, в честь Близнюка Виктора Семёновича организатора и председателя ТСОЗ (товарищество по совместной обработке земли) села Помойник) — село в Маньковском районе Черкасской области Украины.
Население по переписи 2001 года составляло 1201 человек. Почтовый индекс — 20144. Телефонный код — 4748.
В селе родился Герой Советского Союза Семён Кобец.

## Местный совет
20144, Черкасская обл., Маньковский р-н, с. Викторовка